# کوه گولو
گولو داگ (به ترکی استانبولی: Göllü Dağ) یک کوه در ترکیه است که در استان نیغده واقع شده‌است. گولو داگ ۲٬۱۴۳ متر بالاتر از سطح دریا واقع شده‌است.